# Lokenge Mungongo
Lokenge Mungongo (Zaire, 8 de octubre de 1978) es un exfutbolista de la República Democrática del Congo que jugaba en la posición de defensa.

## Carrera

### Club
| Periodo   | Club            |
| --------- | --------------- |
| 1997-2001 | AS Vita Club    |
| 2002-2004 | TP Mazembe      |
| 2004-2008 | DC Motema Pembe |

### Selección nacional
Jugó para República Democrática del Congo en siete ocasiones de 1998 a 2001 y anotó dos goles, ambos goles fueron en el partido por el tercer lugar de la Copa Africana de Naciones 1998 ante Burkina Faso.

## Logros
- Linafoot (4): 1997, 2004, 2005, 2008
- Copa de la República Democrática del Congo (1): 2006
- Supercopa de la República Democrática del Congo (5): 2005